# Lyncestis melanoschista
Lyncestis melanoschista is een vlinder uit de familie van de spinneruilen (Erebidae). De wetenschappelijke naam van de soort is voor het eerst geldig gepubliceerd in 1897 door Edward Meyrick.